# فينتشنزو غوتي
فينتشنزو غوتي (بالإيطالية: Vincenzo Gotti)‏ هو رسام إيطالي، ولد في 1580 في بولونيا في إيطاليا، وتوفي في 1636 في ريدجو كالابريا في إيطاليا.